# Jan Vermeyen
Jan Cornelisz. Vermeyen, também conhecido como Juan del Mayo (Beverwijk, c. 1503 – Bruxelas, 1559) foi um pintor, gravurista e designer de tapeçaria holandês. Ele é conhecido por seus retratos, cenas históricas e temas de gênero.  Ele trabalhou em Mechelen e em outros lugares, principalmente como retratista para os governadores dos Países Baixos dos Habsburgos, a arquiduquesa Margarida da Áustria e Maria da Hungria. Ele também serviu ao imperador Carlos V, a quem acompanhou em sua campanha militar para Túnis em 1535.